# Palazzo Cianfarani Isola
Palazzo Cianfarani Isola è un palazzo di stile Neorinascimentale situato nel comune di Pescosolido e risalente agli inizi del XX secolo. Il palazzo, che domina l'abitato con la sua torre imponente, conserva al suo interno affreschi in stile Art déco realizzati alla fine del primo decennio del secolo scorso.

## Storia
Venne costruito a cavallo tra il XIX secolo e il XX secolo nello stile Neorinascimentale tipico del periodo, su due piani fuori terra come voleva l'uso del luogo. La facciata è resa più ricca da un  balcone in ferro battuto mentre le finestre presentano nei loro timpani elementi angolari diversi tra i due piani, creando un ottimo rapporto di vuoti e pieni.
Lo scalone d'onore, che è ricco di stucchi, conserva al suo interno una copia della statua del Laocoonte ed è costruito con motivi che simulano la presenza di lastre di marmo alle pareti.
Al piano nobile, secondo l'uso di quel periodo, si trovano allineati l'uno all'altro ambienti che presentano il consueto contrasto di dimensioni fra saloni e salotti con una  serie di decorazioni alle pareti ed ai soffitti che rappresentano lo stile tipico delle case patrizie del luogo nei primi anni del secolo scorso.
Il palazzo ospitò durante la seconda guerra mondiale il locale comando delle forze tedesche.